# Schwäbisch-Fränkischer Wald
Schwäbisch-Fränkischer Wald este o regiune deluroasă, împădurită în nord-estul landului Baden-Württemberg.

## Date geografice
In nord regiunea este numită Keuperbergland (3.200 km²), Fränkischer Wald fiind delmitat la nord de Heilbronn și Schwäbisch Hall, la est de Crailsheim, Ellwangen (Jagst), și Jagst. La sud de Lorch (Württemberg), și râul Rems, iar la vest de Backnang și Bottwar. Regiunea cuprinde districtele Ludwigsburg, Heilbronn, Schwäbisch Hall,  Hohenlohe,  Rems-Murr și Ostalb.

## Geologie
Schwäbisch-Fränkische Wald s-a format în triasic (în urmă cu 201 - 235 milioane de ani). Pe înălțimi se mai pot găsi urme de roci ce provin din jurasicul inferior. Pe când în partea de est, nord-est și mai ales în vest și sud-vest pe văi rocile stratificate datează din triasic.

## Clima
Stațiunea meteorologică de la Ellwangen (439) m, înregistrează o succesiune ritmică a variațiilor de temperatură. Temperatura medie lunară este în:
- ianuarie −1,7 °C,
- iulie + 16,9 °C

Temperatura medie anuală fiind de 10 °C, iar umiditatea medie diferă după altitudine în:
- regiunile joase fiind 750–900 mm
- iar regiunile mai înalte 900–1400 mm

Circulație rutieră intensă idetermină creșterea numărului de precipitații ca în Schwäbische Alb sau în Hohenloher Ebene.

## Subîmpărțire
Regiunea se subîmparte în reigiuni viticole din vest spre est prin localitățile Mainhardt, Gaildorf și Bühlerzell până la Ellwangen și Matzenbach. Partea de vest a regiunii este Parcul național Schwäbisch-Fränkischer Wald. Parcul cuprinde regiunile Löwenstein și Waldenburger Berge, Mainhardter Wald, Murrhardter Wald și Welzheimer Wald, și numai parțial se află în parc Frickenhofer Höhe, Limpurg, Ellwanger Berge, Buocher Höhe și Berglen.

## Ape
Regiunea cuprinde:
- Bazinul hidrografic Neckar și râurile Murr, Rems, Kocher și Jagst cu afluenții lor: Lauter, Bottwar, Hörschbach, Wieslauf, Lein, Rot, Bibers, Bühler, Ohrn, Brettach, Sulm și Schozach.

## Inălțimi
- Hohe Brach - (586 m)
- Hagberg - (585 m)
- Hohentannen - (565 m)
- Stocksberg - (539 m)
- Flinsberg - (535 m)
- Juxkopf - (533 m)
- Steinknickle - (525 m)

## Căi ferate
- Remsbahn
- Wieslauftalbahn
- Murrbahn
- Bottwartalbahn
- Obere Kochertalbahn
- Obere Jagstbahn